# Philipp Ludwig von Seidel
Pour les articles homonymes, voir Seidel.
Philipp Ludwig von Seidel, né le 24 octobre 1821 à Deux-Ponts et mort le 13 août 1896 à Munich, est un mathématicien, physicien de l'optique et astronome bavarois. Seidel est connu pour la méthode de Gauss-Seidel sur la résolution des équations numériques.
Il étudie les aberrations optiques du premier ordre qu'il décompose en cinq polynômes dits polynômes de Seidel.

## Biographie
Fils de Justus Christian Felix Seidel et de Julie Reinhold, il grandit et étudie dans de multiples villes du fait du travail de son père occasionnant plusieurs déménagements de la famille. Il étudie d'abord à Nördlingen puis Nuremberg et enfin Hof. Il termine ses études en 1839, puis entre à l'université après avoir reçu un an de cours privés de mathématiques de L. C. Schnürlein (en), lui-même ancien élève de Carl Friedrich Gauss.
Il suit les cours de l'université Humboldt de Berlin puis de Königsberg à partir de 1842, étudiant sous la férule de professeurs tels que Johann Peter Gustav Lejeune Dirichlet, Johann Franz Encke à Berlin, ou de Friedrich Wilhelm Bessel, Charles Gustave Jacob Jacobi et Franz Neumann à Königsberg. Il achève ses études en 1846 à Munich avec un doctorat, soutenant sa thèse Über die beste Form der Spiegel in Teleskopen sur les télescopes.
Il enseigne à partir de 1851 à l'université de Munich (un de ses élèves est Max Planck). Il est membre de l'Académie bavaroise des sciences à partir de 1851 (membre de plein rang en 1861).

## Hommages
Un des cratères de la Lune porte son nom.